# Comune di Dragør
Il comune di Dragør è un comune danese situato nella regione di Hovedstaden con sede amministrativa nella cittadina omonima.
Il comune comprende la parte più meridionale dell'isola di Amager e confina a nord con il comune di Tårnby, a sud e est si affaccia sull'Øresund e a ovest sul golfo di Køge (Køge Bugt).
Nei 18 km di costa del comune si trovano diverse aree naturali comprese nel Parco naturale di Amager.

## Storia
Il comune è stato creato nel 1974, in seguito alla riforma municipale del 2007 nonostante le ridotte dimensioni ha mantenuto l'autonomia in virtù di accordi di cooperazione con il comune di Tårnby.
Nel territorio comunale sono stati rinvenute tracce di insediamenti delle culture del neolitico di Kongemose e di Ertebølle nonché reperti di epoca vichinga.

## Centri abitati
I centri abitati del comune sono:
- Dragør (12 337)
- Søvang (1 784)

La località di Store Magleby che nel medioevo era un importante centro agricolo è ormai quasi integrata nella città di Dragør.